# Премія «Золотий глобус» за найкращу чоловічу роль у телесеріалі — комедія або мюзикл
Премія «Золотий глобус» за найкращу чоловічу роль у телесеріалі — мюзикл або комедія вручається щорічно з 1962 року. Відпочатку ця престижна нагорода Голлівудської асоціації іноземної преси мала назву «Найкраща телевізійна зірка – чоловік», але з 1969 року було запроваджене розмежування за жанрами комедії та драми, і нагорода змінила назву: «Найкращий телевізійний актор — мюзикл або комедія» та «Найкращий телевізійний актор — драма». З 1980 року і дотепер вживається сучасна назва.
Нижче наведено повний список переможців і номінантів.
Імена переможців виділені окремим кольором.

## 2000—2009
| Рік  | Премія | Світлини переможців                                                  | Переможці та номінанти                                           |
| ---- | ------ | -------------------------------------------------------------------- | ---------------------------------------------------------------- |
| 2000 | 57-ма  |                                                                      | • Майкл Джей Фокс — «Кручене місто» за роль Майка Флегерті       |
| 2000 | 57-ма  | • Томас Гібсон — «Дарма та Грег» за роль Грега Монтгомері            |                                                                  |
| 2000 | 57-ма  | • Ерік МакКормек — «Вілл і Грейс» за роль Вілла Трумена              |                                                                  |
| 2000 | 57-ма  | • Рей Романо — «Усі люблять Реймонда» за Реймонда Берона             |                                                                  |
| 2000 | 57-ма  | • Джордж Сігал — «Журнал мод» за Джека Галло                         |                                                                  |
| 2001 | 58-ма  |                                                                      | • Келсі Греммер — «Фрейзер» за роль Фрейзера Крейна              |
| 2001 | 58-ма  | • Тед Денсон — «Бекер» за роль Джона Бекера                          |                                                                  |
| 2001 | 58-ма  | • Ерік МакКормек — «Вілл і Грейс» за роль Вілла Трумена              |                                                                  |
| 2001 | 58-ма  | • Френкі Муніз — «Малькольм у центрі уваги» за Малькольма Вілкерсона |                                                                  |
| 2001 | 58-ма  | • Рей Романо — «Усі люблять Реймонда» за Реймонда Берона             |                                                                  |
| 2002 | 59-та  |                                                                      | • Чарлі Шин — «Кручене місто» за роль Чарлі Кроуфорда            |
| 2002 | 59-та  | • Том Кавана — «Ед» за роль Еда Стівенса                             |                                                                  |
| 2002 | 59-та  | • Келсі Греммер — «Фрейзер» за роль Фрейзера Крейна                  |                                                                  |
| 2002 | 59-та  | • Ерік МакКормек — «Вілл і Грейс» за роль Вілла Трумена              |                                                                  |
| 2002 | 59-та  | • Френкі Муніз — «Малькольм у центрі уваги» за Малькольма Вілкерсона |                                                                  |
| 2003 | 60-та  |                                                                      | • Тоні Шалуб — «Монк» за роль Едріана Монка                      |
| 2003 | 60-та  | • Ларрі Девід — «Угамуй свій запал» за роль Ларрі Девіда             |                                                                  |
| 2003 | 60-та  | • Метт Леблан — «Друзі» за роль Джої Тріббіані                       |                                                                  |
| 2003 | 60-та  | • Берні Мак — «Шоу Берні Мака» за роль Берні Маккалоха               |                                                                  |
| 2003 | 60-та  | • Ерік МакКормек — «Вілл і Грейс» за роль Вілла Трумена              |                                                                  |
| 2004 | 61-ша  |                                                                      | • Рікі Джервейс — «Офіс» за роль Девіда Брента                   |
| 2004 | 61-ша  | • Метт Леблан — «Друзі» за роль Джої Тріббіані                       |                                                                  |
| 2004 | 61-ша  | • Берні Мак — «Шоу Берні Мака» за роль Берні Маккалоха               |                                                                  |
| 2004 | 61-ша  | • Ерік МакКормек — «Вілл і Грейс» за роль Вілла Трумена              |                                                                  |
| 2004 | 61-ша  | • Тоні Шалуб — «Монк» за роль Едріана Монка                          |                                                                  |
| 2005 | 62-га  |                                                                      | • Джейсон Бейтман — «Уповільнений розвиток» за роль Майкла Блуза |
| 2005 | 62-га  | • Зак Брафф — «Клініка» за роль Джона Доріана                        |                                                                  |
| 2005 | 62-га  | • Ларрі Девід — «Угамуй свій запал» за роль Ларрі Девіда             |                                                                  |
| 2005 | 62-га  | • Метт Леблан — «Друзі» за роль Джої Тріббіані                       |                                                                  |
| 2005 | 62-га  | • Тоні Шалуб — «Монк» за роль Едріана Монка                          |                                                                  |
| 2005 | 62-га  | • Чарлі Шин — «Два з половиною чоловіки» за роль Чарлі Гарпера       |                                                                  |
| 2006 | 63-тя  |                                                                      | • Стів Карелл — «Офіс» за роль Майкла Скотта                     |
| 2006 | 63-тя  | • Зак Брафф — «Клініка» за роль Джона Доріана                        |                                                                  |
| 2006 | 63-тя  | • Ларрі Девід — «Угамуй свій запал» за роль Ларрі Девіда             |                                                                  |
| 2006 | 63-тя  | • Джейсон Лі — «Мене звати Ерл» за роль Ерла Хікі                    |                                                                  |
| 2006 | 63-тя  | • Чарлі Шин — «Два з половиною чоловіки» за роль Чарлі Гарпера       |                                                                  |
| 2007 | 64-та  |                                                                      | • Алек Болдвін — «30 потрясінь» за роль Джека Донагі             |
| 2007 | 64-та  | • Зак Брафф — «Клініка» за роль Джона Доріана                        |                                                                  |
| 2007 | 64-та  | • Стів Карелл — «Офіс» за роль Майкла Скотта                         |                                                                  |
| 2007 | 64-та  | • Джейсон Лі — «Мене звати Ерл» за роль Ерла Хікі                    |                                                                  |
| 2007 | 64-та  | • Тоні Шалуб — «Монк» за роль Едріана Монка                          |                                                                  |
| 2008 | 65-та  |                                                                      | • Девід Духовни — «Секс і Каліфорнія» за роль Генка Муді         |
| 2008 | 65-та  | • Алек Болдвін — «30 потрясінь» за роль Джека Донагі                 |                                                                  |
| 2008 | 65-та  | • Стів Карелл — «Офіс» за роль Майкла Скотта                         |                                                                  |
| 2008 | 65-та  | • Рікі Джервейс — «Масовка» за роль Енді Мілмана                     |                                                                  |
| 2008 | 65-та  | • Лі Пейс — «Живий за викликом» за роль Неда                         |                                                                  |
| 2009 | 66-та  |                                                                      | • Алек Болдвін — «30 потрясінь» за роль Джека Донагі             |
| 2009 | 66-та  | • Стів Карелл — «Офіс» за роль Майкла Скотта                         |                                                                  |
| 2009 | 66-та  | • Кевін Конноллі — «Антураж» за роль Еріка Мерфі                     |                                                                  |
| 2009 | 66-та  | • Девід Духовни — «Секс і Каліфорнія» за роль Генка Муді             |                                                                  |
| 2009 | 66-та  | • Тоні Шалуб — «Монк» за роль Едріана Монка                          |                                                                  |

## 2010—2019
| Рік  | Премія | Світлини переможців                                                         | Переможці та номінанти                                                |
| ---- | ------ | --------------------------------------------------------------------------- | --------------------------------------------------------------------- |
| 2010 | 67-ма  |                                                                             | • Алек Болдвін — «30 потрясінь» за роль Джека Донагі                  |
| 2010 | 67-ма  | • Стів Карелл — «Офіс» за роль Майкла Скотта                                |                                                                       |
| 2010 | 67-ма  | • Девід Духовни — «Секс і Каліфорнія» за роль Генка Муді                    |                                                                       |
| 2010 | 67-ма  | • Томас Джейн — «Величезний» за роль Рея Дрекера                            |                                                                       |
| 2010 | 67-ма  | • Меттью Моррісон — «Хор» за роль Вілла Шустера                             |                                                                       |
| 2011 | 68-ма  |                                                                             | • Джим Парсонс — «Теорія великого вибуху» за роль Шелдона Купера      |
| 2011 | 68-ма  | • Алек Болдвін — «30 потрясінь» за роль Джека Донагі                        |                                                                       |
| 2011 | 68-ма  | • Стів Карелл — «Офіс» за роль Майкла Скотта                                |                                                                       |
| 2011 | 68-ма  | • Томас Джейн — «Величезний» за роль Рея Дрекера                            |                                                                       |
| 2011 | 68-ма  | • Меттью Моррісон — «Хор» за роль Вілла Шустера                             |                                                                       |
| 2012 | 69-та  |                                                                             | • Метт Леблан — «Серії» за роль Метта Леблана                         |
| 2012 | 69-та  | • Алек Болдвін — «30 потрясінь» за роль Джека Донагі                        |                                                                       |
| 2012 | 69-та  | • Девід Духовни — «Секс і Каліфорнія» за роль Генка Муді                    |                                                                       |
| 2012 | 69-та  | • Джонні Галецкі — «Теорія великого вибуху» за роль Леонарда Гофстедтера    |                                                                       |
| 2012 | 69-та  | • Томас Джейн — «Величезний» за роль Рея Дрекера                            |                                                                       |
| 2013 | 70-та  |                                                                             | • Дон Чідл — «Оселя брехні» за роль Марті Каана                       |
| 2013 | 70-та  | • Алек Болдвін — «30 потрясінь» за роль Джека Донагі                        |                                                                       |
| 2013 | 70-та  | • Луї Сі Кей — «Луї» за роль Луї                                            |                                                                       |
| 2013 | 70-та  | • Метт Леблан — «Серії» за роль Метта Леблана                               |                                                                       |
| 2013 | 70-та  | • Джим Парсонс — «Теорія великого вибуху» за роль Шелдона Купера            |                                                                       |
| 2014 | 71-ша  |                                                                             | • Енді Семберг — «Бруклін 9-9» за роль Джейка Перальта                |
| 2014 | 71-ша  | • Джейсон Бейтман — «Уповільнений розвиток» за роль Майкла Блуза            |                                                                       |
| 2014 | 71-ша  | • Дон Чідл — «Оселя брехні» за роль Марті Каана                             |                                                                       |
| 2014 | 71-ша  | • Майкл Джей Фокс — «Шоу Майкла Джей Фокса» за роль Майкла Генрі            |                                                                       |
| 2014 | 71-ша  | • Джим Парсонс — «Теорія великого вибуху» за роль Шелдона Купера            |                                                                       |
| 2015 | 72-га  |                                                                             | • Джефрі Тембор — «Очевидне» за роль Мори Феффермен                   |
| 2015 | 72-га  | • Луї Сі Кей — «Луї» за роль Луї                                            |                                                                       |
| 2015 | 72-га  | • Дон Чідл — «Оселя брехні» за роль Марті Каана                             |                                                                       |
| 2015 | 72-га  | • Рікі Джервейс — «Дерек» за роль Дерека Ноакса                             |                                                                       |
| 2015 | 72-га  | • Вільям Мейсі — «Безсоромні» за роль Френка Ґаллагера                      |                                                                       |
| 2016 | 73-тя  |                                                                             | • Гаель Гарсія Берналь — «Моцарт у джунглях» за роль Родріго де Соуза |
| 2016 | 73-тя  | • Азіз Ансарі — «Нездара в усьому» за роль Дева Ша                          |                                                                       |
| 2016 | 73-тя  | • Роб Лоу — «Гріндер» за роль Діна Сендерсона                               |                                                                       |
| 2016 | 73-тя  | • Патрік Стюарт — «Блант Блант говорить\|говорить»]] за роль Волтера Бланта |                                                                       |
| 2016 | 73-тя  | • Джефрі Тембор — «Очевидне» за роль Мори Феффермен                         |                                                                       |
| 2017 | 74-та  |                                                                             | • Дональд Гловер — «Атланта» за роль Ерна Маркса                      |
| 2017 | 74-та  | • Ентоні Андерсон — «Темніють» за роль Андре Джонсона                       |                                                                       |
| 2017 | 74-та  | • Гаель Гарсія Берналь — «Моцарт у джунглях» за роль Родріго де Соуза       |                                                                       |
| 2017 | 74-та  | • Нік Нолті — «Грейвс» за роль Річарда Грейвса                              |                                                                       |
| 2017 | 74-та  | • Джефрі Тембор — «Очевидне» за роль Мори Феффермен                         |                                                                       |
| 2018 | 75-та  |                                                                             | • Азіз Ансарі — «Нездара в усьому» за роль Дева Ша                    |
| 2018 | 75-та  | • Ентоні Андерсон — «Темніють» за роль Андре Джонсона                       |                                                                       |
| 2018 | 75-та  | • Кевін Бейкон — «Я кохаю Діка» за роль Діка                                |                                                                       |
| 2018 | 75-та  | • Вільям Мейсі — «Безсоромні» за роль Френка Ґаллагера                      |                                                                       |
| 2018 | 75-та  | • Ерік МакКормек — «Вілл і Грейс» за роль Вілла Трумена                     |                                                                       |
| 2019 | 76-та  |                                                                             | • Майкл Дуглас — «Метод Комінськи» за роль Сенді Комінськи            |
| 2019 | 76-та  | • Джим Керрі — «Жартую» за роль Джеффа                                      |                                                                       |
| 2019 | 76-та  | • Саша Барон Коен — «Хто є Америка?» за роль різних персонажів              |                                                                       |
| 2019 | 76-та  | • Дональд Гловер — «Атланта» за роль Ерна Маркса                            |                                                                       |
| 2019 | 76-та  | • Білл Гейдер — «Баррі» за роль Баррі Блока                                 |                                                                       |

## 2020—2029
| Рік  | Премія | Світлини переможців                                             | Переможці та номінанти                                    |
| ---- | ------ | --------------------------------------------------------------- | --------------------------------------------------------- |
| 2020 | 77-ма  |                                                                 | • Рамі Юссеф — «Рамі» за роль Рамі Хассана                |
| 2020 | 77-ма  | • Майкл Дуглас — «Метод Комінськи» за роль Сенді Комінськи      |                                                           |
| 2020 | 77-ма  | • Білл Гейдер — «Баррі» за роль Баррі Блока                     |                                                           |
| 2020 | 77-ма  | • Бен Платт — «Політик» за роль Пейтона Гобарта                 |                                                           |
| 2020 | 77-ма  | • Пол Радд — «Життя з самим собою» за роль Майлза Елліота       |                                                           |
| 2021 | 78-ма  |                                                                 | • Джейсон Судейкіс — «Тед Лассо» за роль Теда Лассо       |
| 2021 | 78-ма  | • Дон Чідл — «Чорний понеділок» за роль Моріса Монро            |                                                           |
| 2021 | 78-ма  | • Юджин Леві — «Шиттс-Крік» за роль Джонні Роуза                |                                                           |
| 2021 | 78-ма  | • Ніколас Холт — «Велика» за роль Петра III                     |                                                           |
| 2021 | 78-ма  | • Рамі Юссеф — «Рамі» за роль Рамі Хассана                      |                                                           |
| 2023 | 80-та  |                                                                 | • Джеремі Аллен Вайт — «Ведмідь» за роль Кармена Берзатто |
| 2023 | 80-та  | • Дональд Гловер — «Атланта» за роль Ерн Маркса                 |                                                           |
| 2023 | 80-та  | • Білл Гейдер — «Баррі» за роль Баррі                           |                                                           |
| 2023 | 80-та  | • Стів Мартін — «Вбивства в одній будівлі» за роль Чарльза      |                                                           |
| 2023 | 80-та  | • Мартін Шорт — «Вбивства в одній будівлі» за роль Олівера      |                                                           |
| 2024 | 81-ша  |                                                                 | • Джеремі Аллен Вайт — «Ведмідь» за роль Кармена Берзатто |
| 2024 | 81-ша  | • Джейсон Сіґел — «Правдива терапія» за роль Джиммі Лерда       |                                                           |
| 2024 | 81-ша  | • Білл Гейдер — «Баррі» за роль Баррі                           |                                                           |
| 2024 | 81-ша  | • Стів Мартін — «Вбивства в одній будівлі» за роль Чарльза      |                                                           |
| 2024 | 81-ша  | • Мартін Шорт — «Вбивства в одній будівлі» за роль Олівера      |                                                           |
| 2024 | 81-ша  | • Джейсон Судейкіс — «Тед Лассо» за роль Теда Лассо             |                                                           |
| 2025 | 82-га  |                                                                 | • Джеремі Аллен Вайт — «Ведмідь» за роль Кармена Берзатто |
| 2025 | 82-га  | • Адам Броуді — «Ніхто цього не хоче» за роль Ноя Роклова       |                                                           |
| 2025 | 82-га  | • Джейсон Сіґел — «Правдива терапія» за роль Джиммі Лерда       |                                                           |
| 2025 | 82-га  | • Стів Мартін — «Вбивства в одній будівлі» за роль Чарльза      |                                                           |
| 2025 | 82-га  | • Мартін Шорт — «Вбивства в одній будівлі» за роль Олівера      |                                                           |
| 2025 | 82-га  | • Тед Денсон — «A Man on the Inside» за роль Чарльза Ньовендіка |                                                           |